# Reggae
Il reggae (termine inglese, AFI: /ˈrɛɡeɪ/; all'italiana /ˈrɛɡɡe/) o raggae è un genere musicale originario della Giamaica essenzialmente discendente dallo ska, ma sviluppatosi propriamente come leggera variante del rocksteady.
Questa musica è solitamente accostata a periodi e movimenti giunti successivamente deviando e filtrando il genere musicale verso altre strade, completamente opposte a quelle delle sue origini; Bob Marley, principale esponente del genere, trasformò il reggae non solo sotto l'aspetto ritmico e musicale, ma lo diffuse come culto vero e proprio, cambiando notevolmente quelle che erano le radici. Il nome Reggae infatti è dispregiativo, coniato dagli inglesi, per deriderlo. Dal 29 novembre 2018 entra nei Patrimoni orali e immateriali dell'umanità UNESCO.

## Storia

### Le origini

#### Ska

Uno dei principali generi di ispirazione del reggae fu lo ska, ispirato proprio all'R&B di New Orleans che i giamaicani sentivano alle radio provenienti dagli Stati Uniti. Nel primo periodo delle radio, le stazioni erano super potenziate, e molte di queste dalla Florida e da New Orleans erano abbastanza potenti da poter raggiungere il territorio giamaicano. Con l'aggiunta del ritmo in levare, lo ska fu la reinterpretazione dell'R&B in Giamaica e fu molto popolare durante gli anni sessanta. La nascita dello ska si può collocare più correttamente solo verso la fine dell'anno 1950. Nacque come musica per ballare, risultando stimolante, veloce ed energico. Musicalmente, lo ska era caratterizzato da un accento sul secondo e sul quarto quarto della battuta in 4/4 e con la chitarra sul secondo, terzo e quarto quarto. Le band ska tradizionali presentavano generalmente basso, batteria, chitarra, tastiere e fiati (in particolare sassofono, trombone e tromba). Altre influenze potevano provenire dal jump blues e da altri stili caraibici come il jazz afrocubano, big band swing, pocomania ed altre musiche folkloristiche religiose locali.

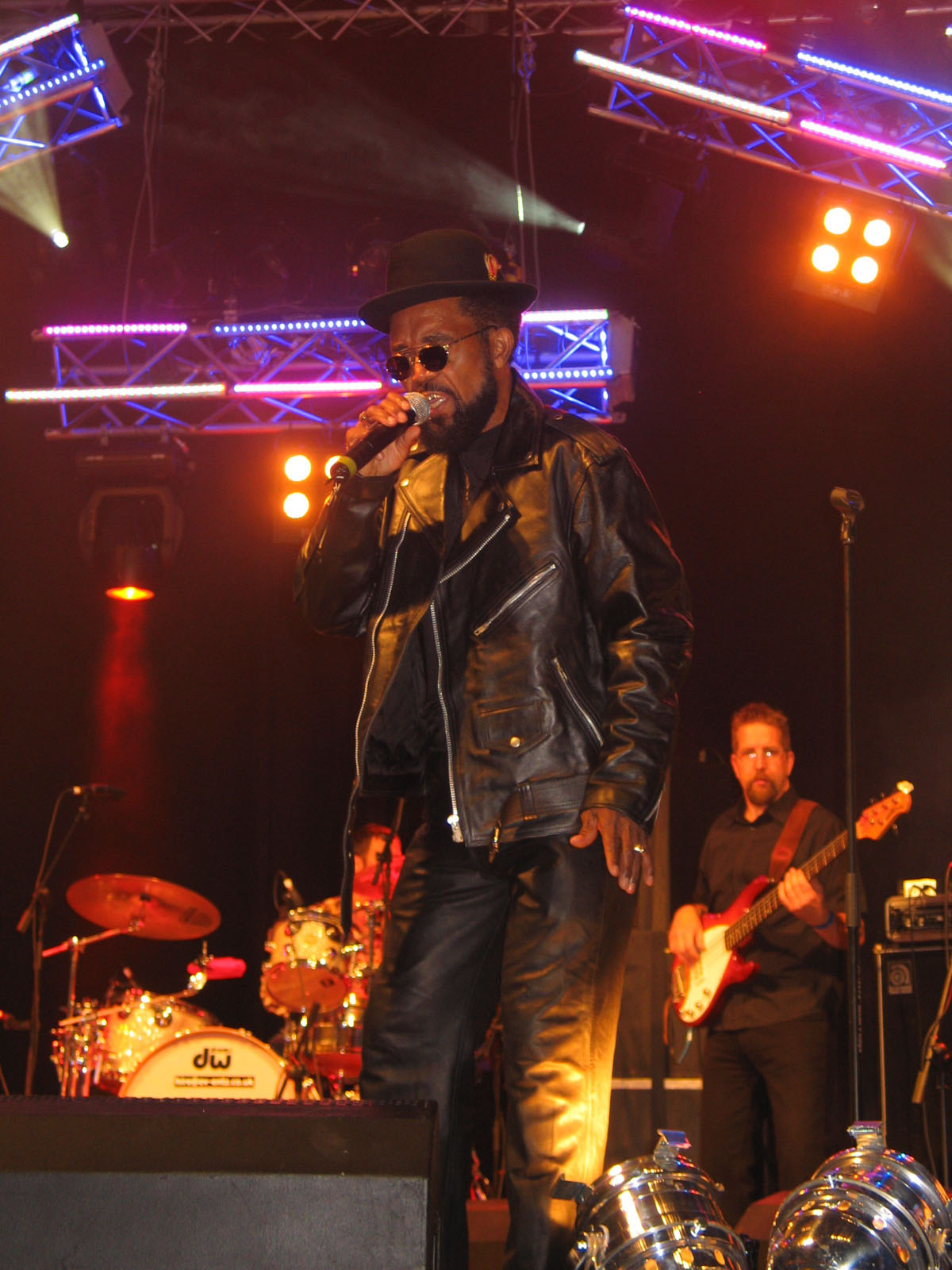
Prince Buster

Tra tutte queste influenze, le predominanti erano comunque R&B, jump blues e mento. Lo ska ottenne subito un'enorme popolarità in Giamaica. Il culmine del periodo ska fu nel 1962, anno in cui la Giamaica ottenne l'indipendenza liberandosi dal colonialismo inglese, permettendo a questa nuova musica di divenire il tramite per esprimere l'ottimismo e le speranze di una vita migliore del popolo giamaicano. Tra i più importanti artisti ska che portarono il genere al successo si possono citare Derrick Morgan, Laurel Aitken, Prince Buster, Desmond Dekker, Toots & the Maytals ed anche un giovane Bob Marley quando militava nei Wailers. The Skatalites, con cui collaborarono molti musicisti fronteggiati dal trombonista Don Drummond, furono sicuramente il maggior gruppo strumentale Ska Giamaicano e suonarono anche come backing band agli Studio One di Coxsone Dodd. Altri noti musicisti potevano essere Roland Alphonso (sax tenore), Rico Rodriguez (trombone), Lascelles Perkins, Owen Grey, Clency Eccles, Higgs and Wilson (voci) e molti altri. Tuttavia, durante l'estate del 1966, giunse una stagione particolarmente calda, che rese difficoltoso suonare e ballare lo ska, così il ritmo venne rallentato dando alla luce il rocksteady.

#### Rocksteady
Il rocksteady emerse quindi come costola dello ska nei tardi anni sessanta. In termini semplici, questo genere risultava come uno ska rallentato per metà, con la cassa sul terzo quarto della battuta come nello stile one drop, e nel quale il trombone, il sassofono ed in genere i fiati vennero lasciati in secondo piano, venendo messi in ombra dal piano, e attribuendo al basso un ruolo predominante. Spesso nel rocksteady veniva usata la kalimba, uno strumento a percussione tipicamente caraibico costituito da parti in metallo. Questa variante lasciava il ruolo principale alla ritmica, quindi al basso e alla batteria. Altre influenze presenti nel genere, come nello ska, sono il mento, l'R&B americano e il jazz, ma soprattutto il soul. Molti sostengono che il nome del genere venne ispirato al brano "The Rock Steady" di Alton Ellis, all'epoca molto popolare in Giamaica. Il rocksteady nacque più precisamente attorno al 1966 quando giunse un'estate particolarmente calda, e la gente cominciò a lamentarsi del troppo sudare ballando questa musica veloce e scatenata. Sia i dj con i loro sound system, sia i sostenitori di questa musica, decisero così di rallentarla. In questo senso il genere si presentò come l'antesignano del reggae. I testi in questo genere erano socialmente e politicamente più maturi rispetto allo ska e le sonorità si basavano particolarmente sulle armonie, specialmente in gruppi come The Heptones, The Gaylads, The Dominoes, Desmond Dekker & the Aces e The Wailers. Altri artisti di spicco erano Alton Ellis e Ken Boothe, così come Desmond Dekker con il suo grande successo "007 Shanty Town". Con un ritmo più blando e temi sociali e di protesta, questa musica fu il trampolino di lancio per il reggae, che diventò la musica più seguita dopo il declino del rocksteady. Infatti il genere scomparve dalle scene essenzialmente alla fine degli anni sessanta, si dice già alla fine del 1967, ma non morì del tutto; anzi, si evolse proprio in quel genere conosciuto poi come reggae

### La nascita: l'era Early reggae
I produttori dei principali studi di registrazione vollero cambiare nuovamente l'approccio musicale della musica giamaicana. Dopo lo ska e durante l'epoca del rocksteady, i maggiori produttori come Coxsone Dodd, Duke Reid, e Prince Buster continuarono a dominare il music business in Giamaica. Da allora, benché questo business fosse attivo da quasi 10 anni, gli anni settanta erano alle porte e abbastanza gente all'interno del circuito notò che non servivano particolari capacità per diventare un produttore, ma piuttosto una buona disponibilità economica. Questi due motivi bastarono per provocare dei cambiamenti nel business, ma collegato a questo fu l'interesse per l'innovazione della musica. Tutto ciò provocò la rivoluzione che fu parte del processo di evoluzione della musica giamaicana. Chiunque coinvolto nella creazione delle sonorità reggae emergeva nel 1967 e faceva parte di questo business. Questi sapevano quello che la gente voleva, e sapevano che non era più il rocksteady. Il principale motivo per cui questo genere non otteneva più successo era a causa dell'antipatia per la sua lentezza. Molta della gente voleva qualcosa di più veloce.

#### Caratteristiche
Rispetto alla musica rock, il reggae ha invertito sostanzialmente il ruolo del basso e della chitarra: in questo caso il primo strumento è il predominante, mentre il secondo risulta meno incisivo, pur essendo presente. In una delle prime sessioni di registrazione di questo nuovo genere, venne usato l'organo e la chitarra ritmica per creare un altro tipo di sound. Il nuovo genere presentava un ritmo dall'andamento più spezzato e convulso rispetto al suo predecessore. L'early reggae (così chiamato in seguito per distinguerlo da altre forme successive) era caratterizzato da molteplici sfumature: oltre alle sonorità tipiche dello ska e del rocksteady, erano presenti forti influenze soul, supportate da nuove introduzioni strumentali come l'organo e le chitarre. Anche gli spunti armonici risultavano essere variegati ed originali. Potevano essere presenti sia note cupe e malinconiche derivanti dal cosiddetto "rude boy sound", sia tonalità più fresche e rimbombanti tipiche di questo stile. La diffusione del reggae venne decretata da gruppi come Beverleys All Stars, caratterizzati da robuste linee di basso, chitarra in levare, la batteria in rimshot (ovvero un colpo dato prendendo sia la pelle del rullante sia il bordo in metallo), e, come nel rocksteady, fiati meno presenti, largamente utilizzati invece nello ska. Il genere venne caratterizzato anche da una particolare ritmica nel modo anglofono chiamata "backbeat", caratterizzata dall'accento e' in levare che concide con il colpo del rimshot del rullante all'unisono della cassa sul secondo e quarto movimento di una misura 4/4 . Questa ritmica è presente in tutti gli stili influenzati dalla musica africana mentre non è presente nella musica europea o asiatica. I batteristi reggae accentano i 16' sul charleston sincopati alternandoli ad aperture e a cascare sul rimshot nello stile ritmico tipico della musica africana. Il reggae oltre allo ska e rocksteady, includeva come questi ultimi, influenze derivanti dalla musica tradizionale giamaicana (afro-caraibica), inclusi mento e R&B americano. Quando la gente chiese di che sonorità si trattasse, non si era ancora trovato un nome per questa variante ma alcuni dissero che suonava come "ragga", che significa grezzo, rozzo, vecchio. Il nome presto mutò in "raggay", e poi in reggae. Si attribuì il merito della diffusione del termine ai Toots & the Maytals, che incisero un brano chiamato "Do the Reggay" nel 1968. Prima di ciò, il termine "reggay" era usato per descrivere una danza in voga in Giamaica e non era associato allo stile di musica considerato oggi reggae. Il termine reggae può essere utilizzato genericamente per definire diversi tipi di musica giamaicana, tra cui in maniera molto generica anche ska e rocksteady, o veri e propri sottogeneri come dub, dancehall e ragga. Il termine può anche essere usato per distinguere degli stili particolari emersi nei tardi anni sessanta.

#### Origini del nome
Esistono in realtà diverse versioni su come fu trovato il termine "reggae". La versione solitamente più accreditata attribuisce ai Toots & The Maytals il merito della diffusione del termine con la pubblicazione del loro brano "Do The Reggay" del 1968, come per altro sostengono loro stessi. In realtà il nome "reggay" era già stato inventato attorno al 1960 per identificare un rozzo (in inglese "ragged") stile di ballo e di musica, che anch'esso traeva le sue radici dal R&B di New Orleans. Effettivamente anche i Toots & The Maytals confermarono ciò affermando che prima della nascita del genere musicale, il termine "reggay" era usato per descrivere una danza in voga in Giamaica e non era associato allo stile di musica poi riconosciuto come reggae. In questo caso si può supporre che i Toots & The Maytals pubblicarono nel 1968 il brano "Do The Reggay" riferendosi in quel caso al particolare ballo. Poi il termine venne accostato al loro stile musicale grazie a questo brano, mutando in "reggae".
Tuttavia altri hanno spesso sostenuto altre tesi. Alcuni ritengono che derivi da "regga", il nome di una lingua parlata dall'antica civiltà dei Bantu, affacciata sul Lago Tanganica, in Africa. Altri che significhi una storpiatura di "streggae," che nello slang di Kingston è sinonimo di prostituta. Secondo Bob Marley, la parola è di origine spagnola e significa "la musica del Re". Secondo Alton Ellis il termine nacque dal fatto che la chitarra suonava in un modo simile alla parola 're-ggae, re-ggae' (imitando la lenta chitarra ritmica del reggae). Secondo alcuni vecchi musicisti dell'epoca invece, la parola stava per la descrizione del ritmo stesso. Hux Brown, chitarrista degli Skatalites disse: "era solo per scherzare, una presa in giro sul fatto che significasse un ritmo grezzo o rozzo ("ragged" rhythm) e un'intesa col corpo".

#### I produttori

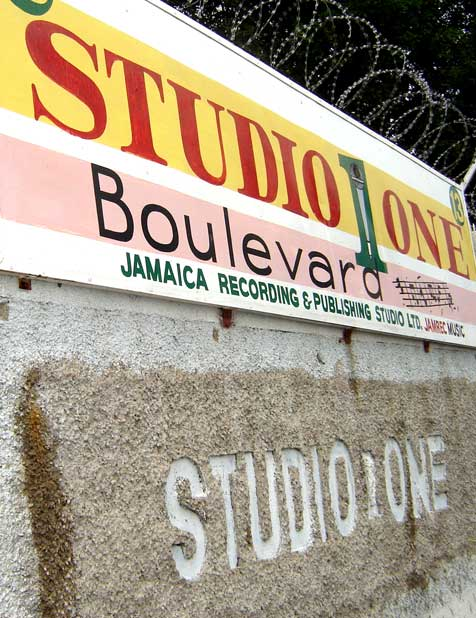
L'esterno dello studio di registrazione Studio One a Kingston, oggi.

Spesso i maggiori produttori erano stati i primi ad accorgersi che la scena necessitava di un'evoluzione, tutti loro infatti possedevano dei sound system, ma ormai avevano perso interesse nel gestirli. Certamente continuarono a possederli sfruttandoli come fonte di guadagno, ma non ebbero più lo stesso approccio del passato. Questi produttori che si erano fatti strada durante il periodo ska, tardarono a creare un nuovo sound e pagarono per questo poiché vennero a crearsi una nuova schiera di altri produttori che emersero per creare il nuovo genere reggae.
Alcuni di questi potevano essere Derrick Harriott, Harry J, Sir JJ, Sonia Pottinger, Harry Mudie, Alvin Ranglin, Byron Smith, Joe Gibbs, Winston Riley, e molti altri. Tutti loro stavano più o meno tentando di conquistare la reputazione dei nuovi innovatori, Leslie Kong, Lee "Scratch" Perry, e Clancy Eccles, che erano stati a loro volta scoperti da gente come Coxsone Dodd, Duke Reid e Prince Buster. Tra questi tre, il più grande fu Leslie Kong e la sua etichetta Beverley's, che iniziò nei primi anni sessanta. Sembra che Jimmy Cliff stesse cercando un'etichetta e si rivolse a Leslie Kong, che era ormai parte del business, e possedeva un negozio locale, che ebbe per lui l'idea di entrare nel music business. Non passò molto tempo che Kong allestì un elenco di artisti che includevano, oltre allo stesso Jimmy Cliff, anche Desmond Dekker, e Derrick Morgan con cui otterrà un elevato successo. Durante l'era del rocksteady, egli concluse un contratto anche con i Toots & The Maytals: loro, assieme a Desmond Dekker portarono l'etichetta al picco di popolarità, proprio nel periodo di massima espansione del genere.

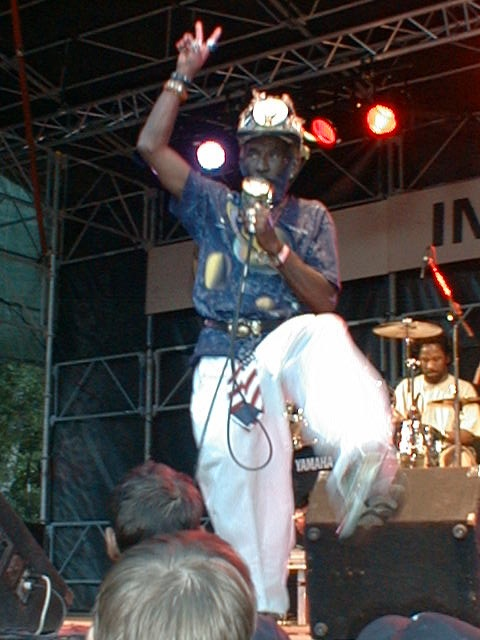
Lee "Scratch" Perry in concerto nel 1998.

Il principale rivale di Leslie Kong era Lee "Scratch" Perry. Scratch aveva iniziato la sua carriera come parte del sound system di Coxsone Dodd. Egli venne presto coinvolto negli studi di registrazione, passando anche per i famosi Studio One di Coxone. Quando Joe Gibbs fondò la sua etichetta durante l'epoca del rocksteady, si rivolse a Lee Perry per un aiuto durante le sessioni di registrazione. Non passò molto prima che Scratch diventasse produttore per Joe Gibbs, ma dopo questa esperienza, tra i due nacquero delle differenze. Scratch diede vita all'etichetta Upsetter Records ed uno dei suoi primi prodotti fu "People Funny Boy".
Questo tipo di reggae era grezzo e selvaggio. Inoltre presentava gli stessi elementi che potevano essere trovati nelle produzioni dei Beverleys ma il mixaggio era completamente differente. Scratch lavorò con artisti come David Isaacs, Dave Barker, e gruppi come The Untouchables e The Bleechers. Il suo più grande successo fu probabilmente con King Stitt, da cui vennero estratte le classiche hit "Fire Corner" e "Herbsman". Altri grandi successi includevano "Holly Holy" dei The Fabulous Flames, e la loro grande hit "Fatty Fatty".
Un altro classico di quell'epoca era "Kingston Town" di Lord Creator. Dall'epoca del reggae, Clancy Eccles era già coinvolto nel music business da 12 anni. Nei tardi anni cinquanta infatti egli iniziò a collaborare con Coxsone Dodd con cui registrò due grandi successi come "Freedom" e "River Jordan". Nei metà anni sessanta egli divenne produttore e fondò l'etichetta Clan Disc Records. La sua prima produzione fu in occasione del brani "Say What Your Saying" di Monty Morris, anche questa una hit. L'era del reggae era strettamente legata con questi produttori. Sicuramente Coxsone Dodd, Duke Reid e Prince Buster contribuirono tutti allo sviluppo di questo nuovo genere, ma furono certamente più importanti per lo ska e rocksteady piuttosto che per la nascita del reggae. La svolta quindi avvenne soprattutto grazie al contribuito dei nuovi produttori.

#### I gruppi
Mentre tra i gruppi che portarono alla creazione di questo nuovo genere furono sicuramente i The Maytals, composti da Toots Hibbert, Jerry McCarthy and Raleigh Gordon. Questi pubblicarono il loro primo materiale con Coxsone, poi collaborarono con Prince Buster ed in seguito con Byron Lee. La musica che loro composero con questi tre produttori li portò a diventare tra i gruppi più rilevanti della scena ska. Ebbero anche un grande impatto sul successivo rocksteady, ma Toots venne arrestato per aver fumato della marijuana. Quando uscì di prigione, il gruppo riprese immediatamente l'attività con la Beverley's di Leslie Kong. Una delle prime registrazioni che pubblicarono con la nuova label fu la storica 54-46. Ciò avvenne circa verso la fine dell'era rocksteady, e fu la hit di maggior successo del gruppo.Poi successe l'era del reggae, e molto probabilmente furono tra gli iniziatori di questa corrente, con il loro brano Do The Reggay.
Il sound di questi gruppi era molto popolare, dove venne stabilito un buon connubio tra il gospel/roots dei Maytals, e il sound roots dei The Pioneers. Differentemente da questi ultimi, il sound dei The Melodians non era raccolto in un unico disco, a tal punto che il loro materiale divenne difficile da reperire. Finalmente la Island Records nel 1980 pubblicò la loro raccolta Sweet Sensation contenente 8 storiche tracce della loro epoca roots reggae. Molti di questi gruppi in Giamaica tendevano ad essere molto influenzati dal soul. I The Pioneers (composti da Sidney Crooks, George Dekker, e Jackie Robinson) portarono una nuova influenza, che trovava le sue radici sia nelle campagne che nel ghetto. Questi debuttarono nel 1962, composti da Sidney Crooks, Glen Adams e Derrick Crooks (fratello di Sidney). All'epoca iniziarono a registrare per Joe Gibbs (1966) tramite Jackie e George. Con Gibbs ottennero un buon successo grazie alla hit Catch The Beat, tanto che seguì la pubblicazione di un album. Il successo che ottennero con Joe Gibbs, non era niente rispetto al periodo in cui firmarono per la Beverley's nel 1968. I primi due brani registrati per la Beverley con il produttore Leslie Kong non ebbero molto successo, poi pubblicarono Long Shot Kick The Bucket. Questa hit ottenne un successo enorme in Giamaica, e nel Regno Unito venne trascinati nelle pop classifiche. L'anno successivo, il 1969, trovarono un altro grande successo con Samfie Man, che non vendette bene nel Regno Unito, ma confermò la loro popolarità nel paese, grazie ai due album prodotti da Leslie Kong, Long Shot Kick The Bucket e Battle Of The Giants.
Sembrava che Leslie Kong controllasse più o meno il mercato dei gruppi vocali durante il periodo reggae, ma realmente la situazione era più complessa. Tutti i produttori avevano come minimo un gruppo vocale sotto contratto con la loro etichetta. Tutti loro possedevano il potenziale dei Maytals o dei Pioneers o degli Heptones, il grande problema stava nel mantenerli insieme abbastanza a lungo affinché diventassero gruppi di successo. Bunny Lee risolse questo problema in un unico modo. Invece di una band vocale, egli formò un team vocale. Il loro nome fu The Uniques. Dal momento in cui vennero creati, la formazione era in costante cambiamento. Ma questa manovra non si rivelò troppo originale, infatti molti dei gruppi vocali cambiavano membri molto rapidamente, e nel fare questo perdevano spesso il loro sound caratteristico. Bunny risolse anche questo problema. Durante il periodo reggae, I The Uniques includevano Jimmy Riley, Lloyd Charmers, Roy Shirley ed il più importante di tutti, Slim Smith, che rappresentava sostanzialmente il sound dei the Uniques. Absolutely fu l'album di debutto del gruppo, considerato un classico del rocksteady e reggae.
I The Ethiopians (formati da Leonard Dillon e Stephen Taylor) come altri gruppi vocali reggae contemporanei, trovarono i loro primi successi durante il periodo rocksteady. "Train To Skaville" e "The Whip" furono entrambe delle hit di grande successo. Attorno al 1969 iniziarono a collaborare con il produttore Carl Johnson, conosciuto anche come Sir JJ. Dopo i primi due anni, il gruppo, gestito da Carl Johnson, divenne uno dei più noti dell'epoca. Il loro primo grande successo con Sir JJ fu "Everything Crash". Era un brano che descriveva i problemi del nuovo piccolo paese indipendente che era la Giamaica.
I The Ethiopians, come i The Wailing Souls, Justin Hines e The Dominoes, erano soliti ad introdurre dei proverbi per aprire i loro brani. Questa tecnica, usata con un certo riserbo e abilità, portava sempre la loro musica al successo. Altre hit potevano essere "Hong Kong Flu", "What A Fire" e "Woman Capture Man". Questi brani portarono il gruppo a suonare in tour nel Regno Unito nel 1969. In occasione del tour vennero raggiunti da Meivin Reed. La Trojan Records realizzò due dischi degli Ethiopians, entrambi prodotti da Sir JJ, ovvero Reggae Power e Woman Capture Man. Più recentemente l'etichetta pubblicò una raccolta composta da materiale registrato con vari produttori chiamata The Original Reggae Hitsound.
Altri importanti gruppi non registrati con la Beverley's dei The Maytals, The Pioneers e The Melodians, furono i The Kingstonians fronteggiati da Jackie Bernard. Anch'essi lavorarono con Sir JJ, ma il loro successo durante l'epoca reggae giunse con il cantante/compositore/produttore Derrick Harriott. Nonostante il loro sound fosse molto orientato sul roots, i loro testi erano simili a quelli dei The Pioneers. Usavano vecchi detti e proverbi ma non si spostavano mai su temi culturali e di attualità. Il loro successo era dovuto alla grande armonia vocale. Una delle loro maggiori hit fu "Sufferer", un brano di attualità. Altri brani di successo erano "Singerman" e "Winey Winey". Tutte queste tracce sono presenti nel disco Sufferer realizzato per la Trojan all'epoca.
Senza Jimmy Cliff, la popolarità della Beverley non sarebbe mai emersa. Senza la Beverley's ed il suo proprietario Leslie Kong, l'epoca reggae sarebbe stata completamente differente. E senza tutto il successo internazionale che ottenne la musica all'epoca, le intere sorti della musica sarebbero state diverse. La musica reggae deve molto Jimmy Cliff. Il periodo più creativo dell'artista fu sicuramente durante il triennio del reggae dal 1967 to 1970, e molto del materiale composto era stato co-prodotto con Leslie Kong. Noti brani composti da Cliff possono essere "Vietnam", "Hard Road To Travel" "Sufferin In The Land". "Let Your Yeah Be Yeah" e "You Can Get If You Really Want" originariamente composte da Cliff, furono hit di successo rispettivamente per i Pioneers e Desmond Dekker. Altri grandi brani furono "Struggling Man" e "Sooner Or Later", delle buone rappresentazione del roots reggae, ancora prima che nascesse il termine.
La musica giamaicana era un fenomeno del ghetto, ed era spesso associata alla violenza e alle gang di teppisti ma l'album di Cliff Wonderful World Beautiful People (1969) unì il reggae con la filosofia "pace e amore" degli hippie. Come Jimmy Cliff, anche Desmond Dekker aveva uno stretto rapporto con Leslie Kong finché questo non morì nel 1971. Altro importante esponente del movimento fu Max Romeo, che venne coinvolto all'interno, dopo che il suo brano "Wet Dream", prodotto da Bunny Lee, entrò nelle pop classifiche. I suoi testi erano un mix di lenti e canzoni d'amore. Uno dei suoi brani di maggior successo fu "You Can't Stop Me", che aveva registrato quando era ancora membro dei the Emotions, durante l'era del rockstready.
Il reggae era ora una musica di successo sia in Giamaica che nel Regno Unito. Venne introdotte nuove tematiche. Questa epoca musicale sembrava avere una piccola schiera di artisti e produttori, il quale merito allora non era stato notato, ma il quale contributo è stato poi riconosciuto anni dopo. Il motivo principale per cui accadeva questo nella musica, era il metodo con il quale la musica veniva promozionata. Se un qualsiasi artista collaborava con un grande produttore poteva ottenere molto successo, anche se magari non era dotato di particolare talento. Stranamente il discorso non valeva al contrario. Se un artista dotato non lavorava con un grande produttore, rimaneva spesso ignorato. Questo è il caso di artisti come Delano Stewart e Johnny Osbourne. Se avessero registrato i loro rispettivi album con un qualsiasi grande produttore dell'epoca reggae, oggi sarebbero stati visti in maniera completamente diversa. Invece Delano Stewart registrò il suo disco Stay A Little Bit Longer con Sonia Pottinger, mentre Johnny Osbourne incise 'Come Back Darling con Winston Riley. L'album di Delano Stewart rimane senza dubbio un classico. Sarebbe potuto diventare uno dei migliori dischi di un artista solista per l'epoca. Buona parte dei brani sono originali e la produzione è brillante. La Pottinger dimostrava una preferenza per i The Hippy Boys quando questa collaborò con il gruppo per un disco strumentale. La title track "Stay A Little Bit Longer" fu una hit, una delle migliori tracce del disco rimane "That's Life". Il disco di Johnny Osbourne and the Sensations Come Back Darling è stato notevolmente sottovalutato. Di 10 tracce del disco, quattro sono strumentali e guidate dall'organo, suonato dallo stesso Johnny. Winston Riley probabilmente volevo 10 brani, ma quando Johnny si ricollocò in Canada nello stesso giorno in cui registrò il disco, aveva una piccola possibilità di registrare altre 4 tracce facilmente, fu per questo che vennero incise le 4 tracce strumentali con l'organo. Le 6 tracce rimanenti erano considerate dei classici, brani come "Come Back Darling", "Warrior" e "See And Blind" sono tra le migliori di Johnny Osbourne.
Due dei più grandi cantante della prima epoca reggae furono Slim Smith e Nicky Thomas. Che le loro morti siano passate inosservate, conferma in che modo la storia del genere è stata tramandata negli anni.
Slim Smith emerse a cavallo tra la fine dell'epoca ska e l'inizio di quella rocksteady. Egli pubblicò materiale con Coxsone Dodd e Prince Buster, prima di avviare la definitiva collaborazione con Bunny Lee, con cui registrò diverso materiale come artista solista, e come membro dei the Uniques. La formula permise a Smith di ottenere un grande successo. Suoi brani di successo furono "The Time Has Come", "My Conversation", "The Beatitude" e "Don't Tell Your Mama". Questi furono registrati per Bunny Lee, e furono tutte grandi hit nella epoca rocksteady/reggae. Altri suoi classici furono registrati per Coxsone, come "Never Let Go" e "Rougher Yet".
Nicky iniziò la sua carriera nei primi anni sessanta, ma non fu fino al 1968, quando pubblicò il primo disco con il cantante/produttore Derrick Harriott Run Mr Nigel Run, che riuscì a riscuotere un moderato successo, venendo ribattezzato "Mr Nigel". Quello stesso anno Nicky iniziò a lavorare con il produttore Joe Gibbs. Il primo brano pubblicato con questo fu "Love Of The Common People". In Giamaica non ottenne particolari consensi, ma in Inghilterra era un'altra storia. Entrò nelle pop classifiche riuscendo a vendere attorno alle 175 000 copie. Joe Gibbs si mise presto al lavoro per la pubblicazione del debut album di Thomas Love Of The Common People. Questo disco conteneva i migliori lavor di Nicky inclusi famosi pezzi come "Love", "God Bless The Children", anche questi apparsi nelle pop classifiche.

### Reggae e Rastafarianesimo: l'era roots reggae

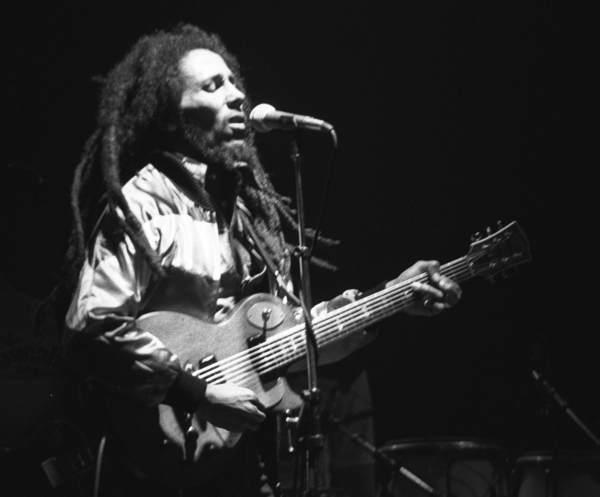
Bob Marley, uno degli artisti di spicco del roots reggae.

Il reggae è spesso associato al movimento rastafari, che fu fortemente influenzato dai musicisti reggae negli anni settanta e ottanta. Tuttavia, gli argomenti trattati nei brani reggae erano in origine lontani dalla religione rastafari, con canzoni d'amore, temi sessuali o sociali esattamente in linea con le tematiche affrontate precedentemente nello ska e rocksteady. Prima che la cultura rastafari influenzasse la musica reggae, i testi e le musiche erano meno retorici e complessi. L'early reggae era caratterizzato da tematiche ispirate alla musica r&b e soul americana. I rastafari in origine non erano affatto interessati a prendere parte alla vita sociale della Giamaica, preferendo vivere isolati sulle colline, conducendo un'esistenza semplice e del tutto naturale caratterizzata da precise regole religiose e comportamentali.

Dieci anni dopo l'indipendenza dalla Gran Bretagna, il popolo giamaicano cominciò ad accorgersi di vivere una situazione peggiore rispetto a prima. L'isola accusava una forte stato di disoccupazione, crimini e violenze. Molte delle nuove generazioni giamaicane che erano cresciute con l'indipendenza erano vittime di ciò, e reagirono con l'arma più potente che avevano a disposizione, ossia la musica. Al sorgere degli anni settanta i temi cominciarono a mutare, dando voce alla protesta del popolo che desiderava esprimersi contro il governo, mentre incoraggiavano i loro compatrioti ad aderire al patto di giustizia. Un largo numero di questi abbracciò la religione rastafari non solo come manifestazione di ciò che volevano ottenere dal governo, ovvero pace, amore e lotta alla corruzione, ma presentavano un alternativo stile di vita all'interno della logorante povertà che dilagava nel paese. Questi rastafari seguirono gli insegnamenti di Marcus Garvey (auto-aiuto, rimpatrio) per dare luce alla speranza. Nel momento in cui molti musicisti aderirono al movimento, l'influenza del rasta oltre al sound divenne chiara: gran parte dell'ottimismo tipico del reggae sembrò sparire: il basso elettrico divenne più profondo e pronunciato, il ritmo venne rallentato e i testi sembravano promettere fuoco e fiamme. Fu proprio quando gli artisti reggae cominciarono a convertirsi al rastafarianesimo che gli elementi tipici afro-giamaicani divennero allora il tema centrale come simbolo d'identità e orgoglio. Questa seconda fase di sviluppo del reggae era caratterizzata da tempi rallentati e da un sound complessivamente più rilassato ed ipnotico. Bob Marley e The Wailers furono il tramite per portare il mondo alla conoscenza di questa religione attraverso il nuovo stile giamaicano. Il lato grezzo e selvaggio dei primi ritmi reggae scomparve, e all'inizio degli anni settanta, cominciò così ad emergere il roots reggae. Questo stile irresistibile con la sua semplicità, originalità ed essenzialità, tornò alle sue radici africane.

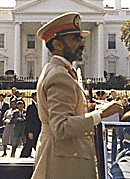
Hailé Selassié, icona del Movimento Rastafari.

Oggi il simbolo più popolare del rastafarianesimo è Bob Marley, che morì di un melanoma  nel 1981, all'età di 36 anni. L'influenza che ha avuto sulla musica è ancora forte e molti membri della sua famiglia sono oggi artisti reggae. Egli è conosciuto come il "Re del reggae". Formati nei tardi anni sessanta, i Wailers erano in origine conosciuti sotto il nome di the "Wailing Rude Bwoys". I membri originali erano Bob Marley, Junior Brathwaite, Peter Tosh e Bunny Livingston. Il gruppo ottenne una certa popolarità durante i primi anni settanta per poi sciogliersi, così Bob Marley decise poi di proseguire il suo progetto come "Bob Marley and the Wailers". Il grande successo di Bob Marley partì dalla Giamaica quando molti cominciarono ad imitarlo cambiando le sorti della scena musicale giamaicana. Il reggae cominciò ad ottenere popolarità su scala internazionale nei primi anni settanta, così come anche la cultura rastafari, dovuta principalmente alla fama di Bob Marley, che incorporò temi nyabinghi e rastafari nella sua musica. Brani come "Rastaman Chant" condussero questo movimento e la musica reggae agli occhi del mondo (specialmente tra le minoranze oppresse come gli afro-americani, i nativi americani, prime nazioni canadesi, aborigeni australiani, i maori neozelandesi, o altre popolazioni africane). Molti musicisti erano alla ricerca del successo e si fecero crescere i dreadlocks iniziando a professare la religione rastafari. I testi di molti brani mutarono cominciando a trattare tematiche riguardanti la religione rasta citando inni come "JAH", "Haile Selassie" e "Rasta". Questi artisti cominciarono a professare il rastafarianesimo per cercare di ottenere popolarità e successo. Molti approfittarono di questa tendenza per giustificare l'uso di marijuana. Bob Marley e molti che seguirono la sua filosofia, sono la voce degli oppressi e dei poveri. Il messaggio inviato tramite la musica in molti casi tratta di oppressione, povertà, schiavitù, apartheid e diritti umani. Il reggae è divenuto una musica a sostegno della lotta all'oppressione giorno per giorno. Altri musicisti reggae con forti elementi religiosi nella loro musica possono essere Toots & the Maytals, Burning Spear, Black Uhuru, Ras Michael, Prince Lincoln Thompson, Bunny Wailer, Prince Far I, Israel Vibration, Bad Brains così come la maggior parte dei gruppi della corrente. Tuttavia alcuni rasta disdegnano il reggae affermando che è una forma di musica commerciale.

#### Il successo globale

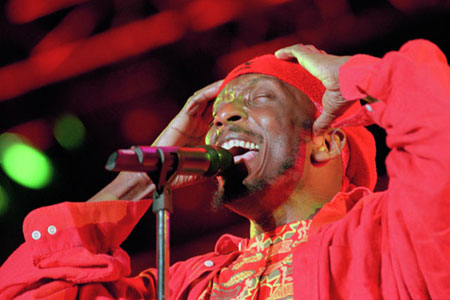
Jimmy Cliff

Negli Stati Uniti "Red Red Wine" di Neil Diamond (1967) fu la prima hit reggae registrata da un musicista pop. Poco dopo, "Hold Me Tight" di Johnny Nash (1968) trascinò definitivamente il reggae nelle classifiche. A contribuire all'ascesa del reggae fu nel 1972 l'uscita del film Più duro è, più forte cade (The Harder They Come), con Jimmy Cliff nei panni dell'attore principale, e con altre partecipazioni come i Toots & The Maytals. Il genere venne popolarizzato principalmente grazie a Bob Marley, inizialmente il co-leader dei Wailers; successivamente Marley si promosse il guru del movimento politico-religioso rastafari, una posizione che lo trasformò in una star, in particolare in seguito alla sua conversione verso melodie pop soul con alcune ballad come "Stir It Up" (1972), "I Shot The Sheriff" (1973) e "No Woman No Cry" (1974). Bob Marley esordì all'interno del mercato rock nel 1973 con l'album Catch a Fire per la Island Records, disco che lo porterà verso il successo internazionale, soprattutto grazie al lavoro successivo, Natty Dread (1975). Grazie ai riscontri positivi dell'artista, il nuovo genere riuscì ad influenzare il mercato internazionale. Molti artisti così dedicarono una hit in stile reggae, come Stevie Wonder, Eric Clapton, Billy Ocean, Culture Club e molti altri. Durante la seconda metà degli anni settanta esplose l'epoca Punk, un genere che aveva abbracciato tematiche di protesta sociale. Nacque così una sintonia tra le due correnti, e gruppi come i Clash riproposero vecchi brani di reggae anni sessanta e settanta, come Police and Thieves di Junior Murvin, Wrong 'Em Boyo dei Versatiles, Armagideon Time e Revolution Rock; gli stessi Clash scelsero come produttore per un loro singolo, Complete Control, Lee Perry, che rimase impressionato nel vedere giovani bianchi che suonavano reggae e scrivevano canzoni politiche. Due album in particolare dei Clash esplorano notevolmente le possibilità di una commistione punk-reggae, London Calling del 1979, e soprattutto Sandinista!, del 1980, dove il reggae viene fuso con blues, jazz, gospel e altri generi, ma dove è presente anche una componente musicale dub, infatti i Clash nel realizzare l'album collaborarono con il musicista giamaicano dub-reggae Mikey Dread. Inoltre lo stesso Marley sottolineò la sua simpatia per il neonato movimento punk britannico tramite la canzone Punky Reggae Party, dove vengono nominati anche i Clash. Lo stile divenne sempre più creativo e centinaia di artisti, anche provenienti dalla prima ondata di reggae, presero piede: Burning Spear, Jimmy Cliff, Lee Perry, Dennis Brown, Toots & the Maytals e molti altri. Il reggae si rivelò versatile come il blues, venendo reinterpretato in vari modi, dal rocksteady melodico di Alton Ellis, e le composizioni influenzate dal rock e dal folk di Bob Marley allo stile ritmato e vicino alla psichedelia degli artisti dub come Lee "Scratch" Perry. Il genere infatti ottenne una notevole popolarità commerciale attraverso i noti festival reggae sunsplash e a gruppi che in seguito riproposero in chiave commerciale il genere (reggae pop) come UB40, Eddy Grant, Maxi Priest e Inner Circle. Artisti come Marley e Perry, influenzarono anche altri stili estranei al reggae, come il folk, il rock e la dance. Il loro contributo ha influito su tutta la musica popolare.
Il 29 novembre 2018, il Reaggae viene proclamato Patrimonio dell'umanità dall'UNESCO, grazie al suo contributo al "dibattito internazionale su ingiustizia, resistenza, amore e umanità" con forti attenzioni al sociopolitico, al sensuale e allo spirituale.

## Generi e sottogeneri del reggae

### Early reggae o Skinhead reggae
L'early reggae, chiamato anche skinhead reggae per la sua popolarità tra gli skinhead, è la primissima forma di reggae in assoluto, sviluppata in un periodo tra il 1968 e il 1971, prima della nascita del roots reggae dei rastafari.
Questo genere comprende al suo interno una serie di elementi musicali, stilistici e simbolici, che condizionarono i gusti musicali di buona parte dei giovani britannici nei fine anni sessanta. L'esplosione del reggae venne capeggiata principalmente da alcuni noti artisti come Desmond Dekker, Jimmy Cliff, Toots & the Maytals, Alton Ellis, Lee Perry, che diverranno i simboli di questa ondata musicale.

### Roots reggae
Il roots reggae è il tipo di musica reggae sostenuta ed ascoltata principalmente dai rastafari, e tratta temi spirituali e religiosi tipici di questa cultura, come l'elogio di Jah Ras Tafari Makonnen - Hailé Selassié l'imperatore dell'Etiopia. Risulta spesso come una delle forme di reggae più accessibili alle masse, nonché il sottogenere più di successo in termini globali. Il roots reggae emerse durante i primi anni settanta, a seguito del declino del rocksteady e del early reggae, traendo molte caratteristiche da questi ultimi. Nonostante il roots reggae fosse nato nel territorio giamaicano, divenne largamente popolare negli Stati Uniti e in Europa negli anni settanta, specialmente tra i giovani di sinistra.

### Political reggae
Il political reggae è un genere tematico del reggae, che tratta di temi politici di protesta, sorto negli anni settanta. Artisti come Bob Marley e Peter Tosh trascinarono il reggae su temi politici. I loro lavori degli anni settanta decretarono l'inizio della protesta politica nella musica reggae. Sicuramente molti di questi gruppi godettero di un buon periodo, ma rimasero socialmente attivi e consapevoli che la loro musica era un tramite per il loro messaggio. Questi gruppi non rimasero costantemente popolari, ma tornarono ad avere successo in diversi periodi negli anni ottanta e gli anni novanta.

### Rub-a-dub
Il Rub-a-dub assieme al roots reggae  è uno dei generi reggae più famosi e ascoltati,  e che ha contribuito alla creazioni di altri generi e sottogeneri della musica reggae.

### Dub
Il dub deve il suo nome alla pratica del dubbing instrumental, una versione ritmica di brani reggae inclusi nei b-side dei singoli in formato 45 giri che poi divenne un vero e proprio stile accettato che veniva sperimentato dagli ingegneri del suono per creare delle nuove varianti con i loro mixer. La pratica di ri-registrare dei brani reggae senza la voce risale al 1967, quando i dj trovarono le dance hall affollate e la gente alle feste molto divertita dal fatto di poter cantare i testi dei brani. Attorno al 1969 qualche dj iniziò a parlare sopra queste registrazioni senza la parte vocale, reinterpretando il testo anche in modi originali. Il più importante di questi primi dj fu U Roy, che divenne celebre per la sua abilità nell'improvvisare dei dialoghi con i cantanti dei brani registrati. U Roy fece strada nei sound system supportato dal tecnico del suono King Tubby che mixava tutte le tracce strumentali con sopra la sua voce. Infine, Tubby iniziò a sperimentare remixando le tracce strumentali, alzando il livello della ritmica, e abbassando o eliminando le parti vocali, aggiungendo nuovi effetti come il riverbero e l'eco. Il risultato fu interpretato da molti fan del reggae come uno "spogliare" la musica portandola alla sua essenza più pura. I singoli 45 giri con le versioni dub nel b-side divennero molto diffuse, e King Tubby divenne il padre di questa nuova tendenza.

### DJ style
Il Dj Style è una variante del reggae, considerato il progenitore della musica rap. Il DJ style iniziò ad emergere tramite i balli di strada ai sound system, quando iniziarono a registrare il toasting sui dischi. U-Roy fu il primo a trasformare il toasting in una forma d'arte. Quando egli iniziò a lavorare con Duke Reid nei primi anni settanta, il DJ style esplose come stile all'interno del panorama giamaicano. Presto ogni produttore si mise urgentemente alla ricerca di un DJ che praticasse il toasting sui loro ritmi. Nei metà anni settanta quando il roots reggae divenne lo stile più diffuso, Big Youth era ritenuto il più grande dj sulla piazza. Tuttavia la popolarità del genere calò, ma rimase un riferimento nel reggae e una forte influenza per lo sviluppo nel primo rap negli Stati Uniti. Quando esplose la musica dancehall i dj tornarono alla ribalta come toaster, e artisti come Yellowman e Charlie Chaplin divennero delle grandi star. Il reggae contemporaneo e la dancehall erano in qualche modo dominati da dj come Shabba Ranks, Beenie Man, Bounty Killer e Lady Saw.

### Lovers rock
Questo sottogenere è particolarmente influenzato dal soul e R&B e nacque all'interno della scena reggae del Regno Unito. Esso divenne popolare alla fine degli anni settanta come forma di reggae commerciale, volutamente distante dalle tematiche tipiche del roots reggae. Dallo ska al reggae, la musica giamaicana venne influenzata dal soul americano, ma il lovers rock enfatizzò queste sonorità più che mai, accoppiando i suoni del soul di Chicago e Filadelfia con le linee di basso tipiche del reggae e, in misura maggiore o minore, i ritmi di reggae. La giovane cantante Louisa Marks fu la prima artista britannica ad affermare il lovers rock con il suo singolo "Caught You in a Lie" nel 1975; negli anni a seguire, il lovers rock divenne largamente popolare tra una fascia di britannici alla ricerca di un'alternativa al political reggae. Il genere non fu mai troppo popolare in Giamaica, ma fu adottato come stile alternato da diversi esponenti del roots reggae come John Holt, Gregory Isaacs, Dennis Brown, e Freddie McGregor, che lo usarono per allargare il loro repertorio ed attirare un pubblico più ampio. Il lovers rock mantenne la sua popolarità raggiungendo il picco negli anni novanta.

### Reggae pop
Questa variante trae le sue radici dal reggae, ma è caratterizzato da elementi commerciali, melodici e accattivanti, migliori produzioni, ed è rivolto ad un pubblico più vasto rispetto ad altri sottogeneri. A volte il reggae-pop è suonato dalle band pop per cercare di diversificare il loro sound, ma il più delle volte è suonato da artisti reggae con la passione per il pop, o per ottenere maggiori consensi, anche esterni al movimento reggae. Durante gli anni settanta, diversi rocker come Eric Clapton e i Clash sperimentarono nuove sonorità includendo elementi reggae, e l'intero movimento 2 Tone ska dei primi anni ottanta era correlato con il reggae. Ciò nonostante, non fu fino agli anni ottanta, quando artisti come UB40, Eddy Grant, e Maxi Priest conquistarono un posto nelle classifiche, che il reggae-pop divenne parte dei generi di massa. Il reggae-pop emerse inizialmente nella metà degli anni ottanta, e durò fino alla fine del decennio, grazie agli artisti già menzionati che riuscirono a conquistare le classifiche. Durante gli anni novanta inoltrati, il genere rimase vivo, ma non riuscendo più a spopolare come nei fine anni ottanta e primi novanta.

### Dancehall o Dancehall reggae
La musica dancehall emerse nella seconda metà degli anni settanta ed è generalmente considerato come il predecessore della musica rap. Questa musica è anche conosciuta come bashment, un termine che può essere riferito alla musica stessa o alle grandi feste dove questa musica è suonata. Questo prende il nome dalla dancehall, un grande spazio al chiuso o all'aperto dove i dj installavano i sound system e la gente si ritrovava per ballare la musica in Giamaica. Infatti il genere venne così nominato poiché era ritenuto poco adatto ad essere trasmesso nelle radio così veniva suonato principalmente nelle dancehall. La musica dancehall è, nella sua forma più classica, una musica dal cantato parlato registrato sopra il riddim con elementi elettronici. La struttura musicale del dancehall reggae è basata su un ritmo reggae con l'aggiunta di una drum machine dal ritmo molto veloce. Il genere è il diretto discendente del Dj Style, stile di musica reggae rappata sviluppata già nei tardi anni sessanta capeggiata da artisti come U-Roy, che risultò inoltre il predecessore e maggior ispiratore della musica rap. Tra i maggiori esponenti del genere dancehall emergono King Jammy, Shabba Ranks e Yellowman.

### Raggamuffin
Il termine ragga è riferito a quella parte del reggae nel quale la strumentazione ritmica, o la maggior parte di essa, è digitale. Questo stile è più precisamente riconoscibile come un sottogenere della musica dancehall, nel quale i ritmi e le basi sono elettroniche. La musica perse volontariamente l'uso degli strumenti convenzionali, introducendo uno sound completamente computerizzato. I ritmi accelerati e il sound aspro fecero sembrare il genere pensato per tenere lontani i cuori deboli, mentre la forma di espressione dei dj raggiunse un picco nel quale venne rimossa ogni traccia di reggae classico. "Ragga" è l'abbreviativo di "raggamuffin," (o "ragamuffin") originariamente un termine usato nei ghetti di Kingston; la musica assunse questo nome poiché divenne lo stile alternativo delle nuove generazioni durante la seconda metà degli anni ottanta. Grazie ai costi relativamente bassi nel comporre ritmi sintetizzati, il ragga divenne la musica favorita per molti produttori giamaicani, che riuscivano a pubblicare migliaia di singoli all'anno, solitamente sperimentando nuovi ritmi invece di adoperare le vecchie basi rocksteady.

### Early dancehall
Anche questo è un sottogenere della dancehall.  Inizialmente la Early dancehall  non acquisì molto successo,  in seguito anche grazie dalla popolarità del raggamuffin anche la Early dancehall  ha acquisito successo,  in quanto il raggamuffin contiene della ritmica del Early dancehall.
Quelli elencati qui sono solo alcuni dei generi e sottogeneri del reggae,  tra altri sottogeneri possiamo ricordare per esempio il Raggamuffin hip hop  conosciuto anche con il nome di raggamuffin Rap,  oppure possiamo ricordare l'Early ragga (anche se l'Early ragga non sarebbe altro che le prime forme di raggamuffin . Ovviamente ce ne sono molti altri.

## Il reggae nel mondo

### Reggae nel Regno Unito
L'immigrazione giamaicana verso l'Inghilterra era sempre stata forte, ma dopo l'indipendenza della Giamaica nel 1962 si intensificò ulteriormente, e gli immigrati trascinarono inevitabilmente la loro cultura, la musica e i sound system. Nello stesso 1962 infatti, l'Inghilterra decise di frenare la politica di immigrazione illimitata del Commonwealth, ed emersero delle rivolte. Già in origine lo ska era stato portato nel paese europeo da molti artisti e produttori di origini caraibiche come il nativo cubano Laurel Aitken. Lo ska divenne la prima musica giamaicana ad avere successo anche all'estero, ed in particolare in Inghilterra, dove la comunità giamaicana era foltissima. Il genere conquistò un grande seguito verso il 1964 soprattutto tra i giovani mod, una subcultura giovanile locale molto affascinata da questa nuova originale versione del R&B. I mod furono senza dubbio il primo culto giovanile britannico a fare propria la musica ska. Artisti giamaicani vennero invitati a suonare nel Regno Unito grazie al grande successo di questa musica, sostenuta in gran parte dai mod. Questi furono i primi a scoprirla alle feste blues tenute dagli immigrati delle Indie Occidentali. Infatti, nonostante il vasto successo nel panorama underground, la musica ska raramente riuscì a penetrare nel "mainstream" britannico, anche perché questi dischi erano distribuiti perlopiù in punti di vendita specializzati come anche bancarelle o ai mercati, ottenendo non molta sponsorizzazione radiofonica. In questo paese lo ska era conosciuto anche con il termine "bluebeat", titolo ispirato dal nome dell'etichetta (la Blue Beat Records) che distribuiva in Gran Bretagna questa musica giamaicana. Il successo della musica giamaicana nel territorio britannico fu tale che svariati artisti giamaicani vennero invitati a suonare in Gran Bretagna. Prince Buster ad esempio, quando visitò Londra in tournée, dovette assoldare delle guardie del corpo che lo salvaguardassero dai fan. Già nel 1964, "Al Capone" di Prince Buster era entrata nelle classifiche inglesi, "Guns of Navarone" degli Skatalites aveva ottenuto un buon successo nel 1965. Pare quindi inevitabile che anche in Inghilterra cominciò a svilupparsi un'industria discografica locale, non solo tramite le grandi etichette come la Island Records di Crish Blackwell o la Trojan che avevano già iniziato a pubblicare, su concessione delle etichette giamaicane, centinaia di dischi. Nel 1969 Desmond Dekker conquistò la prima posizione nelle classifiche inglesi con la storica "Israelites". Il forte successo del reggae nel Regno Unito, era quello di cui avevano bisogno gli artisti del genere in questo paese per iniziare a diffonderne il sound. Uno dei cantanti/produttori più di successo nel territorio britannico fu Dandy Livingstone. Dandy aveva iniziato l'attività di produttore nel suo paese d'origine nell'epoca ska per l'etichetta Carnival Records. Egli trovò un grande successo per la Ska Beat Records con il brano "Rudy A Message To You" nel 1967, seguito dal disco Rock Steady With Dandy. Quando egli raggiunse la Trojan Records di Lee Gopthal nel 1968, si adattò rapidamente al nuovo sound reggae. "Reggae In Your Jeggae", "I'm Your Puppet" e "Raining In My Heart" erano tutti suoi grandi brani di successo. L'etichetta indipendente Island Records, distribuiva i dischi giamaicani nel Regno Unito durante gli anni sessanta, ma il reggae ottenne una forte popolarità in questo paese solo quando venne diffuso il brano "Al Capone" di Prince Buster nel 1967. Desmond Dekker con la traccia "007 Shanty Town" (1967) raggiunse poi la posizione nº 14 nel Regno Unito. Pezzi come "Live Injection" o "Return of Django" degli Upsetters; "Israelites" o "Pickney Gal" di Desmond Dekker; "Wanderful world, Beautiful People" o "Hard Road to Travel" di Jimmy Cliff o "Young Gifted and Black" di Bob e Marcia furono tutti brani composti nel 1969 risultando tutti ai primissimi posti delle classifiche inglesi.

#### Skinhead reggae
I mod subirono l'influenza degli immigrati rude boy, che trascinarono la loro cultura diffondendola anche tra i giovani britannici. In questo modo, verso la fine degli anni sessanta, proprio in contemporanea col sorgere del reggae, nacque lo skinhead come risultato del miscuglio tra mod e rude boy. Lo skinhead era un nuovo modello giovanile appartenente alla classe operaia, che sosteneva come i mod e i rude boy, la musica ska, rocksteady, ma soprattutto il nuovo reggae, condividendo con questi ultimi la vita di strada. La nascita di questo può probabilmente essere riconosciuta nel periodo del declino del culto mod, anche a causa dell'attenzione dei media concentrata sugli scontri tra mod e rocker durante il 1964. Dal 1968 il culto skinhead si sviluppò completamente e dal 1969 fu riconosciuto ufficialmente. Tre erano le principali caratteristiche dello skinhead: la moda dell'abbigliamento, lo stile, e la musica. La principale era, ovviamente, la minuziosa cura per il look, capelli in particolare. È noto che molti dei primi skinhead erano in principio dei mod che avevano, per diverse ragioni, molto a che fare con la moda. I mod erano in genere contrari a vestire e comportarsi secondo la crescente moda hippie, movimento principalmente americano (originato nella West Coast). Questa antipatia per gli hippie fu tramandata anche agli skin, tanto che 200 di loro attaccarono la Grande Marcia di Solidarietà al Vietnam durante l'ottobre del 1968. Il taglio di capelli e gli abiti che divennero classici dello skinhead erano in precedenza propri dei mod. La prima musica giamaicana in cui gli skinhead si identificarono fu con brani come: "Fat Man" di Derrick Morgan, "Humpty Dumpty" di Eric Morris, entrambi distribuiti dall'etichetta Blue Beat Records, e "Forward March" di Derrick Morgan, "Miss Jamaica" di Jimmy Cliff e "Housewife's Choice" di Derrick & Patsy, questi ultimi per la Island Records. Furono questi, ed altri brani contemporanei simili provenienti dal periodo ska, che divennero parte del linguaggio dello skinhead reggae. Grazie infatti al diffondersi di questa nuova subcultura durante quegli anni, le vendite della musica giamaicana si incrementarono e in Giamaica ci si rese conto che tra i fan del rocksteady, che nel frattempo sta evolvendo in reggae, stava sviluppandosi un crescente movimento tra i ragazzi inglesi dedito alla stessa musica ascoltata nel loro paese. Lo skinhead divenne quindi un modello strettamente legato alla cultura giamaicana, tanto che grandi produttori giamaicani come Lee "Scratch" Perry, Leslie Kong, Prince Buster, Lambert Briscoe o Clancy Eccles colsero l'occasione per creare un mercato discografico apposta per gli skinhead con etichette discografiche come la Clandisc, la Grape, la Hot Rod o la Pama, spostando le loro attenzioni verso il crescente mercato britannico. Il genere fu chiamato appunto "skinhead reggae" per via dell'inseparabile legame tra culto giovanile e musica. Gli artisti giamaicani composero diversi brani reggae dedicati agli skinhead come: "The Moonhop" di Derrick Morgan, "Skin Head Moonstomp" e "Skin Head Girl" dei Symarip; "Skin Head speaks your mind" o "Skin Heads don't Fear" degli Hot Rod Allstars, "Skin Heads a Bash Dem" di Claudette, "Skinhead Train To Rainbow City" di Laurel Aitken, "Skinhead Revolt" di Clancy Eccles, "Skinhead Train" dei Charmers, "Skinhead A Message to You" di Desmond Riley, "Skinhead Revolt" di Joe The Boss. Il termine conosciuto come skinhead reggae nacque in Gran Bretagna e non fu riconosciuto come tale fino a quando non venne accettato dall'industria musicale giamaicana, diventando poi la risposta britannica alla scena d'oltreoceano.

#### Le etichette britanniche

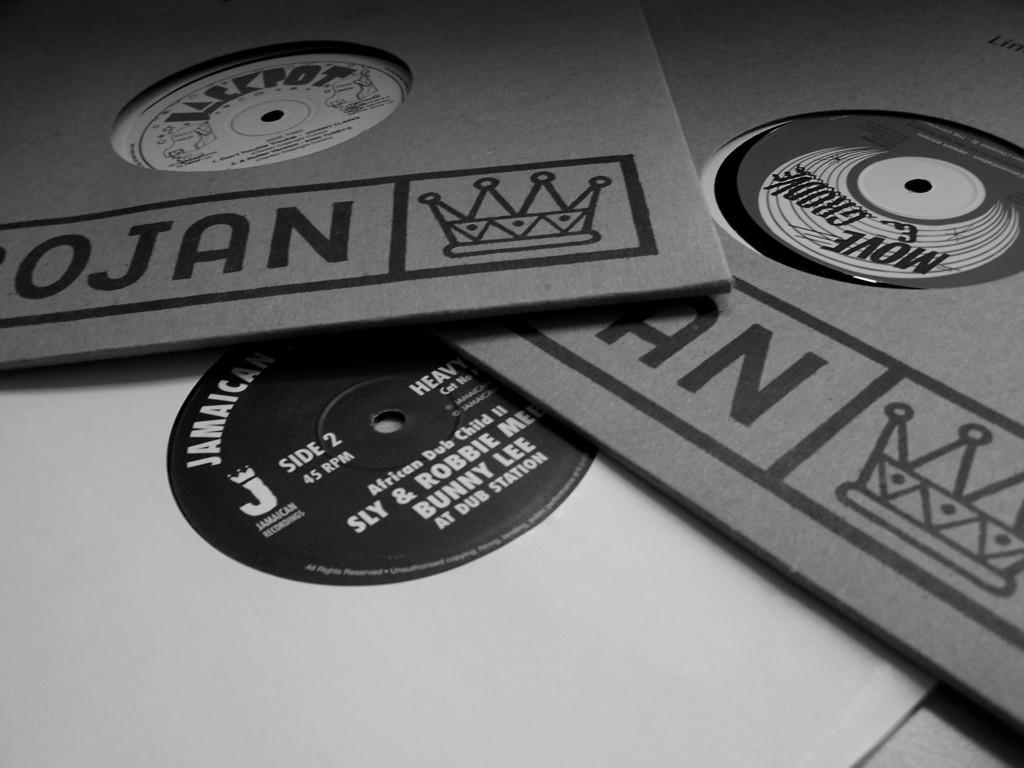
Alcuni dischi in vinile di musica reggae

La diffusione della musica giamaicana nel territorio britannico avvenne grazie al merito delle nuove etichette locali. La Trojan Records in particolare, fondata dall'imprenditore di origini indiane Lee Gopthal, si ritagliò un'importante reputazione grazie ad una distribuzione accurata, e riuscì a portare molti singoli nelle classifiche inglesi negli anni compresi tra il 1969 e il 1974. Con oltre 40 sussidiarie, la Trojan riuscì a controllare oltre l'80% della musica reggae nel paese in un periodo in cui si riuscivano a realizzare anche 180 singoli alla settimana. L'importanza della Trojan per la scena musicale locale fu tale che per gli skinhead essa divenne praticamente sinonimo di rocksteady e reggae.
L'unica etichetta rivale in grado di competere con la Trojan in maniera significativa fu la Pama Records, che controllava una dozzina di sottoetichette. Essa fu fondata dai fratelli Palmer nel 1967, durante l'apice del rocksteady, e si rivolse ancora più della sua rivale sul mercato etnico degli skinhead.
I produttori giamaicani non erano molto onesti e sfruttarono la rivalità tra le due grandi etichette. Spesso firmavano con la Trojan, la Pama, e con eventuali altre interessate per la stessa registrazione. Questo fatto diede luce ad inevitabili attriti e il picco massimo venne raggiunto nel 1969 quando la Trojan realizzò "Skinhead Moonstomp" dei Symarip per contrastare il brano "Moonhop" di Derrick Morgan, che in quel periodo stava iniziando a scalare le classifiche. I problemi iniziarono quando il noto produttore Bunny Lee, aveva concesso i diritti del brano di Derrick Morgan "Seven Letters", sia alla Pama, che alla Trojan, che alla sua sussidiaria, la Jackpot. Così quando la Pama sembrava stesse per conquistare il suo più grande successo con "Moonhop", la Trojan in risposta realizzò una versione non accreditata dello stesso brano, intitolandola "Skinhead Moonstomp" per rubare alla Pama parte delle vendite. Ironicamente "Skinhead Moonstomp" è considerata oggi un classico del reggae, mentre l'originale "Moonhop" di Derrick Morgan è quasi dimenticata.

#### Il declino dello Skinhead reggae
Si può dire che la maggior parte della musica conosciuta generalmente come reggae, dai tardi anni sessanta fino a circa il 1972 era legata agli skinhead, perché il reggae fu la musica degli skinhead per definizione, con cui questi si identificarono per i contenuti e la forma, adottandola con orgoglio. Nei primi anni settanta, attorno al 1971, il reggae cominciò a legarsi definitivamente alla cultura rastafari mentre il culto skinhead cominciò a decadere anche a causa di una lotta fra gang chiamata "reggae war", che vedeva gli skinhead dei quartieri bianchi in lotta con gli skinhead di colore. Il cosiddetto "skinhead reggae" cessò di esistere in questo periodo, tuttavia va riconosciuto agli skinhead il merito di aver diffuso in Inghilterra il reggae tra i bianchi. Questa subcultura venne successivamente rimpiazzata da una sequenza di culti ad esso correlati, quali suedeheads, smoothies e bootboys. Dopo il declino dello skinhead reggae, il genere venne associato definitivamente al movimento rastafari, dando origine al periodo roots reggae. Con l'avvento del culto religioso rasta, capeggiato da Bob Marley, l'early reggae infatti morì definitivamente. Marley, trasformò il reggae, non solo sotto l'aspetto musicale e ritmico, ma lo diffuse come culto vero e proprio, cambinando notevolmente quelle che erano le radici pure di questo specifico sound. Fu proprio con l'arrivo del roots reggae, che l'autenticità del sound originario scomparì per sempre.
In seguito diverse etichette discografiche pubblicarono delle raccolte dedicate al reggae dell'epoca skinhead come Skinhead Revolt (1997), Trojan Skinhead Reggae (2002), Dawning of a New Era: The Roots of Skinhead Reggae (2005), tutte edite per la Trojan Records, The Skinhead Reggae Singles (2007).

### Reggae in Italia

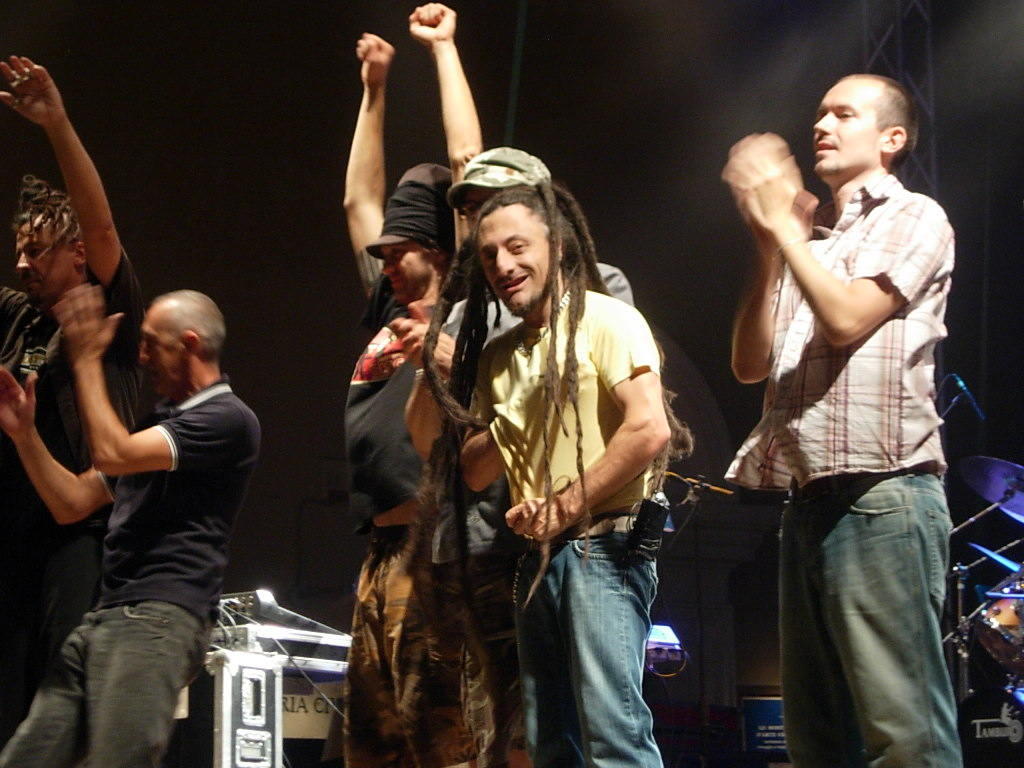
Gli Africa Unite, in attività dal 1981

Nel giugno 1980 il reggae arriva prepotentemente in Italia con i due concerti di Torino e Milano di Bob Marley mettendo, nel corso degli anni, solide radici, anche se la critica musicale evidenzia il 1979 come l'anno dell'approdo del reggae in Italia, anno della pubblicazione del brano E la luna bussò di Loredana Bertè
.Già dall'anno successivo emergono le prime band reggae in Italia, come gli Africa Unite, Pitura Freska, Different Stylee e negli anni a seguire Casino Royale, Gaudi, Sud Sound System, Garden House, Radici nel Cemento, Reggae National Tickets, Ganjamama, Franziska e gli Zaman dando vita a quella che verrà poi definita la scena reggae italiana o movimento reggae italiano. In Puglia nel Tarantino, sono noti cantanti reggae: Mama Marjas, Fido Guido e Zakalicious. I loro testi racchiudono anche le problematiche ambientali e sociali del capoluogo Ionico.  
Fautore di alcuni brani reggae anche Edoardo Bennato, tra questi i più noti Ogni favola é un gioco e Nisida. 
La musica reggae avrà una discreta influenza anche sulla musica leggera, difatti tra gli altri si segnalano i brani Sciacqua l'acqua, cantata da Johnny Dorelli nel '81, e ‘O speniello, cantata di Nino D'Angelo nel '82.  
La peculiarità che particolarmente ha contraddistinto la musica reggae prodotta in Italia nel corso degli anni, è stato l'utilizzo del dancehall/raggamuffin da parte delle band e posse, coniugando ritmi giamaicani con i vari dialetti italiani le cui tematiche spesso sono di denuncia sociale, di legalità e antimafia, di legalizzazione della canapa, di rispetto del diverso e soprattutto, a differenza di quella recente giamaicana, dichiaratamente anti-omofoba.

## Festival reggae

### [16]

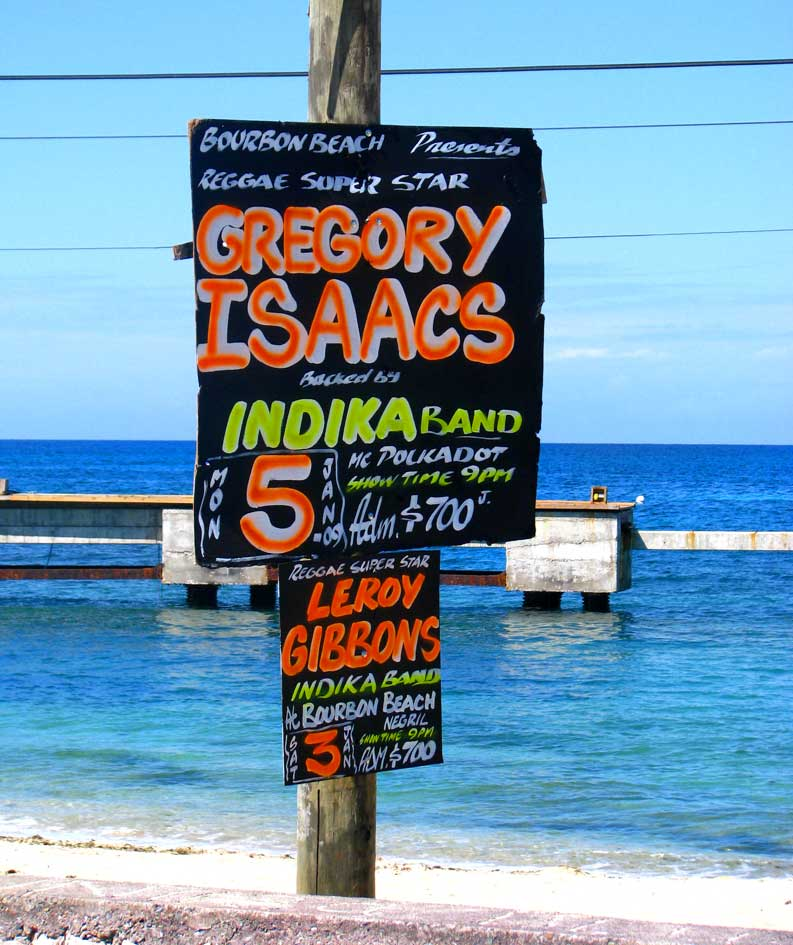
Pubblicità di un concerto di Gregory Isaacs a Negril (2009)

- Reggae Sunsplash, Ocho Rios  Giamaica
- Sting reggae music festival, Kingston  Giamaica
- Reggae Sumfest, Montego Bay  Giamaica
- Follow di Arrow, Oracabessa  Giamaica

- Westchester Reggae Fest, White Plains (New York)  Stati Uniti
- Austin Marley/Reggae Festival, Austin, Texas  Stati Uniti
- Sierra Nevada World Music Festival, Contea di Mendocino, California  Stati Uniti
- Reggae on the River, Contea di Humboldt, California  Stati Uniti
- Reggae on the Rocks, Morrison (Colorado)  Stati Uniti
- two 77 splash, Amsterdam  Paesi Bassi
- Reggae Sundance, Eindhoven  Paesi Bassi
- LB27 Reggae Camp, Komárom  Ungheria
- Rototom Sunsplash, Benicasim (a partire dal 2010)  Spagna
- Soca Reggae Riversplash, Tolmino  Slovenia
- Seasplash Reggae Festival, Pola  Croazia
- Chiemsee Reggae Summer, Übersee  Germania
- Summerjam, Colonia  Germania
- MIDEM Reggae Showcase, Cannes  Francia
- Ostróda Reggae Festival, Ostróda  Polonia
- One Love Sound Fest, Breslavia  Polonia
- Reggae Geel, Geel  Belgio
- Notting Hill Carnival, Londra  Regno Unito
- Uppsala Reggae Festival, Uppsala  Svezia
- Bob Marley Outernational Day, Perth  Australia
- The Costarican Summerfest  Costa Rica
- OverJam International Reggae Festival, Nova Gorica  Slovenia

### In Italia
- Bababoom Festival[50]  Italia
- Inda Sirino Sound Festival (Lauria)  Italia
- Meridional Reggae Reunion[51], (Metaponto)  Italia
- Sardinia Reggae Festival[52], (Nulvi)  Italia
- Gusto Dopa Al Sole[53], (Salento)  Italia
- Salento Summer Festival[54], (Salento)  Italia
- Sikula Reggae Festival[55], (Rosolini)  Italia
- Castello Reggae[56], (Alvito)  Italia
- Rora Roots and culture Fest[57], (Rorà)  Italia
- Reggae Train Sun Fest, (Catanzaro)  Italia
- Rototom Sunsplash, (Udine)  Italia  fino al 2009
- MedioJamaicano Reggae Festival, (Pabillonis)  Italia
- Venice Sunsplash[58], (Venezia)  Italia
- Hobo, Mariano Caiano (Napoli)  Italia
- Positive River Festival[59], (Campegine)  Italia
- Reggae Rock Festival[60], (Bussero)  Italia
- Festa del Sole, (Genova)  Italia  fino al 2012
- One Love Festival, (Chioggia)  Italia
- Salentown Reggae Festival, (Neviano)  Italia
- High Foundation Festival, (Ferrara)  Italia
- Jamrock Festival, (Vicenza) Italia
- Reggae Festival (Berchidda) Italia
- Reggae Bush festival Italia
- Reno Splash Festival, (Marzabotto)  Italia

## Filmografia
- Più duro è, più forte cade[23] (The Harder They Come), regia di Perry Henzell (1972)
- Rockers, regia di Ted Bafaloukos (1978)